# Kronprinsesse Louises Asyl
Kronprinsesse Louises Asyl ved Lægeforeningens Boliger, Østerbrogade 57 A, er en børnehave (asyl) oprettet 14. september 1871.
Lægeforeningens Boliger, nu kaldet Brumleby, fik først sent en børnehave, fordi bestyrelsen var afskrækket af dårlige erfaringer med en uforudsigelig økonomi for sådanne institutioner. Men i forbindelse med bygningen af Brumlebys sidste to blokke, blok N og O, blev et børneasyl anlagt i Blok N og var fra begyndelsen for lille. Det kunne rumme 250 børn, og Brumleby havde da 400 børn under den skolepligtige alder. Grundstenen blev nedlagt 15. juni 1865 af bestyrelsen for Lægeforeningens Boliger.
I 1886 fik asylet sin egen bygning tegnet af Vilhelm Klein i en stil inspireret af renæssancen. Haven havde en "med Gymnastikapparater forsynet Legeplads", hvor børnene kunne tumle sig, når vejret tillod det. Bygningen indeholdt foruden bolig til bestyrerinden og hendes medhjælpere en smukt udstyret sal, 250 kvadratalen stor, hvori børnene hovedsagelig skulle opholde sig. Her skulle de hver dag i 1½ time sidde på bænke og hvile hovedetpå bordet uden at sige en lyd. Efter dette "hvil" fik hvert barn en stor bunke gamle uldne klude, som de skulle pille fra hinanden – trådvis -så der til sidst lå en stor bunke fine, lette uldtråde foran dem. Derudover var der to mindre stuer, hvori en del af børnene kunne beskæftiges på forskellig måde, dels med sytøj, dels med allehånde lette papirarbejder, leg med klodser osv. Endelig fandtes der en sovestue, hvor en snes børn ad gangen kunne få middagslur. Hygiejnen blev også forbedret i den nye bygning.
Asylbygningen blev indviet den 20. maj 1886 kl. 14.00, ved hvilken lejlighed bestyrelsen for Lægeforeningens Boliger var tilstede. Hds. Kongelige Højhed Kronprinsessen lod børnene traktere med chokolade og kom selv uanmeldt på besøg for at tage den nye asylbygning i øjesyn. Den 26. maj blev huset taget i brug. Kronprinsessen kom også da hun var blevet dronning (1906-1912) hver jul. Så blev den røde løber lagt ud, og hun overrakte børnene julegaver, som altid bestod af knaldrøde halstørklæder, som damerne fra menigheden havde strikket. Dengang var der ingen andre børn, der gik med røde halstørklæder.
Ligesom det øvrige Brumleby gik børnehaven i forfald i løbet af 1900-tallet. I 1996 blev institutionen solgt til Københavns Kommune, som renoverede den. Den 22. maj 1997 blev huset genindviet og ændrede navn til Børnehuset Skt. Jakob .